# Вишневецькі
Вишневе́цькі, пізніше також Корибут-Вишневецькі — руський княжий рід Великого князівства Литовського і Речі Посполитої дискусійного походження, гілка роду Несвіцьких.
Родоначальником вважається князь Федір Несвізький, якого традиційно вважали сином чернігівського князя Дмитра-Корибута Ольгердовича, через що Вишневецькі і почали вживати у своєму прізвищі частку Корибут. Деякі сучасні дослідники схиляються до думки що Федір походив з роду Рюриковичів, гілки Чернігівських Ольговичів або Турівських Ізяславичів, тоді як інші, як то Наталя Яковенко, вважають, що Вишневецькі є гілкою роду Гедиміновичів.
Прізвище Вишневецькі походить від містечка Вишневець на Волині в межах сучасної Тернопільської області.

## Історія

### Походження
Внук князя Федора Несвізького, Солтан за переказом заклав замок Вишневець, і перший почав іменувати себе князем Вишневецьким. Його брат, Василь, мав сина Михайла, який і став родоначальником княжого роду Вишневецьких. Від синів Михайла, Івана і Олександра, походили дві лінії Вишневецьких, з яких друга обірвалася на польському королю Михайлу († 1673), а перша — на князю Михайлу Сервацію, гетьману литовському (†1744).

### Розквіт та вигасання

Володіння Вишневецьких у XVI-XVII ст. на мапі Речі Посполитої

Особливої могутності Вишневецькі досягли з кінця XVI ст. Михайло Вишневецький займав посаду овруцького старости (1603–15), був одружений із дочкою молдовського господаря Ієремії Могили, двоюрідною сестрою київського митрополита Петра Могили, Раїною. Син Михайла та Раїни — Ярема Вишневецький був одним з наймогутніших магнатів Речі Посполитої. Його син Михайло був королем Речі Посполитої у 1669—73 рр. Був одружений 1670 з Марією-Елеонорою Габсбург, помер бездітним. Двоюрідний брат останнього Дмитро-Єжі обіймав важливі посади гетьмана польного коронного (1667—76) та гетьмана великого коронного (1676—82).
У XVIII ст. активно діяли два останніх представники роду в. по чол. лінії: Януш-Антоній, який сягнув посад віленського, краківського воєводи і старости та ін.; Михайло-Сервацій (1680—1744) — гетьман польний литовський (1702–03), гетьман великий литовський (1703–07, 1730, 1735–44), канцлер литовський з 1720. Наступне коліно Вишневецьких дало трьох представниць роду: Урсуля-Франціска (чоловік — князь Михайло-Казимир Радзивілл), Анна (чоловік — князь Юзеф Огінський), Єлизавета (чоловік — Михайло Замойський), по смерті яких відповідно 1753, 1732 і 1770 рід Вишневецьких повністю згас.

## Володіння
Родовим гніздом в. було місто Вишнівець на півдні Волині. Володіння Вишневецьких спочатку знаходилися переважно на Волині, а з 80-х рр. XVI ст. ще й на Лівобережній Україні (Лубенщина, Роменщина та ін., переважно це були колишні землі князів Глинських та Домонтів), так звана Вишневеччина. Починаючись при Дніпрі біля Чигирина та Домонтова при гирлі Супоя, володіння Вишневецьких простягалися майже до Конотопа. До їх складу входили нинішні міста: Полтава, Хорол, Лубни, Золотоноша, Пирятин, Лохвиця, Ромни і заштатне місто Глинськ з містечками і селами, всього на лівому березі Дніпра 53 міста і села і 3 села на правому березі. За інвентарем 1641 року значилося у вотчині 39837 господарів; крім того, було безліч економічних хуторів, або фільварків.
З початком національно-визвольної війни під проводом Богдана Хмельницького вся велика Вишневеччина стала надбанням українського козацтва, і поселення на її території увійшли до складу козацьких полків і сотень.

## Родовід
I
- Михайло Васильович Збаразький-Вишневецький (1470 — 1512) — князь Вишневецький, намісник Брацлавський. Дружини: 1-а — з роду Полубенських.

II
- Федір Михайлович Вишневецький (1533 р.) — староста пропойський. Дружини: 1-а — дочка Стефана — воєводи Волоського. 2-а — Анастасія Зілінська (померла до 1535 р.)
- Іван Михайлович Вишневецький (1490—1542). Дружини: 1-а — Анастасія Семенівна Олізарович (1536 ); 2-а — Магдалена Деспотівна Бранкович (13 липня 1575)
  - Дмитро (Байда) Вишневецький (бл.1510 — 1564) — український військовий та політичний діяч, один з перших козацьких гетьманів, засновник Запорізької Січі.
  - Костянтин Вишневецький (?—1574) — староста житомирський у 1571—1574 роках.
    - Костянтин Вишневецький (1564—1641) — староста крем'янецький, воєвода руський. 1-а дружина — Ганна Загоровська, 2-а — Урсула Мнішек, 3-я — Катерина Корнякт, 4-а — Олена Струсь.
      - Януш Вишневецький (1598 —1636) — староста крем'янецький, великий гетьман литовський. Дружина: Євгенія-Катерина Тишкевич.
        - Дмитро Юрій Вишневецький (1631 — 1682 ) — воєвода белзький і гетьман польний коронний (1668), гетьман великий коронний (1676), воєвода краківський (1678), каштелян краківський (1680), староста білоцерківський, каменецький, салецький, струмалайський, брагінський, любомльський. 1-а: Маріана Замойська, 2-а: Теофіла Заславська.
          - Ян Вишневецький
          - Соломія Вишневецька, черниця бенедиктинського ордену.
          - Софія Вишневецька (1655 — 1681 ) . Чоловік: Вацлав Лещинський, підляський воєвода.
          - Євгенія-Катерина Вишневецька (1669 )

        - Костянтин Криштоф Вишневецький (1633 — 1686 ) — воєвода підляський, брацлавський, белзький, староста осецький. 1-а: Урсула-Тереза Мнішек, 2-а: Ганна Ходоровська.
          - Януш Антоній Вишневецький (1678 — 1741 ) — воєвода віленський (з 1704 р.), краківський (з 1706 р.), каштелян краківський (з 1727 р.), каштелян вільненського сейму з 1703 р. Дружина: графиня Теофілія Лещинська (13 лютого 1705-23 травня 1753)
            - Костянтин Вишневецький (1699 — 1700 )
            - Урсула-Франціска Вишневецька (1705 — 1753 ). Чоловік: князь Михайло Казимир Радзивілл

          - Михайло Сервацій Вишневецький (13 травня 1680 — 16 вересня 1744) — польний гетьман литовський (з 1702), великий гетьман литовський (з 1703), воєвода віленський (з 1735), великий канцлер литовський (з 1720). Дружини: 1-а: Катерина Дульська, 2-а: Магдалина Чарторийська, 3-я: Текла Радзивілл.
            - Ганна Вишневецька (1700 — 1732 ). Чоловік: князь Юзеф Огінський, воєвода троцький
            - Ельжбета Вишневецька (1701 — 1770 ). Чоловік: Михайло Замойський, воєвода смоленський
            - Ярема Вишневецький (1726 — 1728 )
            - Ігнатій Вишневецький (1728)
            - Йосиф-Ігнатій Вишневецький (1731 — 1740 ).

          - Франціска Вишневецька. Чоловік: Казимир Тарло.

      - Олександр Вишневецький (?—1638/1639) — староста черкаський.
      - Маріана Вишневецька. Чоловік: Якуб Собеський.
      - Олена Вишневецька. Чоловік: Станислав Варшицький.
      - Теофілія Вишневецька (1603—1645). Чоловік: Петро Шишковський.
      - Ганна Вишневецька (1630—1663). Чоловік: Якуб Замойський.
      - Юрій (Єжи) Вишневецький (?—1641) — староста крем'янецький. Дружина: Єфросинія-Уляна Тарновська.
        - Констанція Вишневецька. Чол: Самійло Лещинський.

    - Олександра Вишневецька (?—1582). Чоловік: Миколай VII Радзивілл (1546 —1589).
    - Ганна Вишневецька (?—1591) — дружина каштеляна холмського, стражника коронного Яна Замойського(†1619)

  - Катерина Вишневецька (? — до 1580 ). Чоловік: Григорій Ходкевич († 12 листопада 1572) — каштелян Віленський, великий гетьман литовський
  - Андрій Вишневецький (?—1584) — староста луцький, любецький, лоївський (1580—1584), каштелян волинський (1568—1572), воєвода брацлавський (1572—1576), волинський (1576—1584). Дружина: з 1555 року — Євфимія Вержбицька (1539 —1589)
    - Ганна Вишневецька (?—1595). Чоловік: Миколай Сапєга (1526—1599) — воєвода вітебський
    - Софія Анна Вишневецька (?—1619). 1-й чол: Ян Пац (†1610) — воєвода мінський. 2-й чол: Кшиштоф Вацлав Шемет († 1614/1619) — староста Росенський
    - Ізабела Олександра Вишневецька (? — після 1612 ). Чоловіки: 1-й — Юрій Чорторийський († 1626/1632 ), 2-й — Ян Лагодовський — каштелян Волинський
    - Єлизавета Євфемія (1569 — 9 листопада 1596 ). Чоловік: Миколай-Криштоф Радзивілл (2 серпня 1549 —28 лютого 1616).
    - Дмитро Вишневецький
    - Костянтин Вишневецький

  - Сигізмунд Вишневецький (?—1552).
  - Олександр Вишневецький (?—1555 ). Староста Річицький (1532—1555). Дружина — Катерина Скорутянка (†після 1568 )
    - Максим Вишневецький (?—1565)
    - Олександр Вишневецький (1543— 3 квітня 1577). Дружина: Олександра Капустянка (†1603)
      - Єва Вишневецька
      - Адам Вишневецький (?—1622 ). Дружина: Олександра Ходкевич.
        - Христина Вишневецька (?—1654) — дружина Миколи Єло-Малинського (помер, залишивши 6 неповнолітніх дітей[3]), пізніше — Петра Даниловича

    - Єва Вишневецька (?—1617/1618, стала католичкою під впливом єзуїта Каспера Нагая[4]), чоловік: Петро Збаразький (†1612)
    - Михайло Вишневецький (1529 — 1584) — каштелян брацлавський, каштелян київський, староста черкаський. Дружина: Гальшка Зенович (†до 1594 )
      - Олександр Вишневецький (?—1594) — князь вишневецький (1584—1594 рр.), староста черкаський і канівський (1580—1594 рр.), любецький (1584—1594 рр.).
      - Михайло Вишневецький (пом. 1616) — овруцький староста. Дружина: Раїна Могилянка (1589—1619).
        - Ганна Вишневецька. Чоловік: Збігнєв Фірлей.
        - Ярема (Ієремія) Вишневецький (1612 —1651) — князь вишневецький і лубенський (1615—1651 рр.), староста гадяцький (1634м1651 рр.), воєвода руський (1634—1651 рр.). Дружина — Гризельда Замойська (1623 —1672).
          - Михайло Томаш Корибут-Вишневецький. (1640—1673 ) — король Речі Посполиої у 1669—1673 роках. Дружина: Елеонора (*1653 — †1697 ) — донька імператора Фердинанда III Габсбурга.

      - Юрій Вишневецький (?—1618) — староста кам'янецький, каштелян київський. Дружина: Феодора Чаплич.
        - Гальшка Вишневецька (?—1624)

    - Стефанія Вишневецька. Чоловік: Лукаш Курзенецький
- Федько Вишневецький (?—1549 ). Дружини: 1-а — Богдана Гольшанська-Дубровицька († до 1535). 2-а — Марія Путятянка († 1554 або 1561).

## Світлини

### Портрети

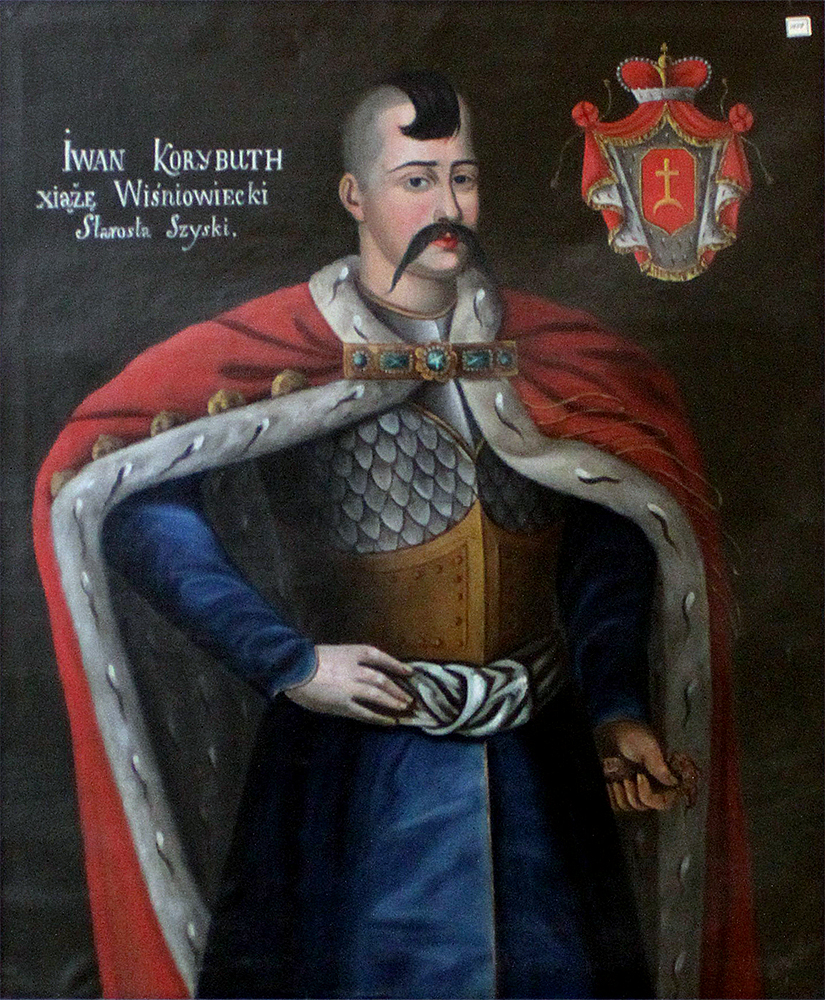
Іван Вишневецький
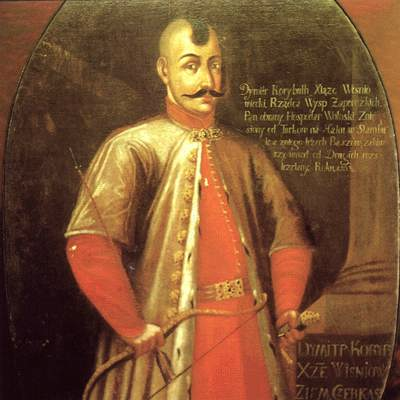
Дмитро Вишневецький "Байда"
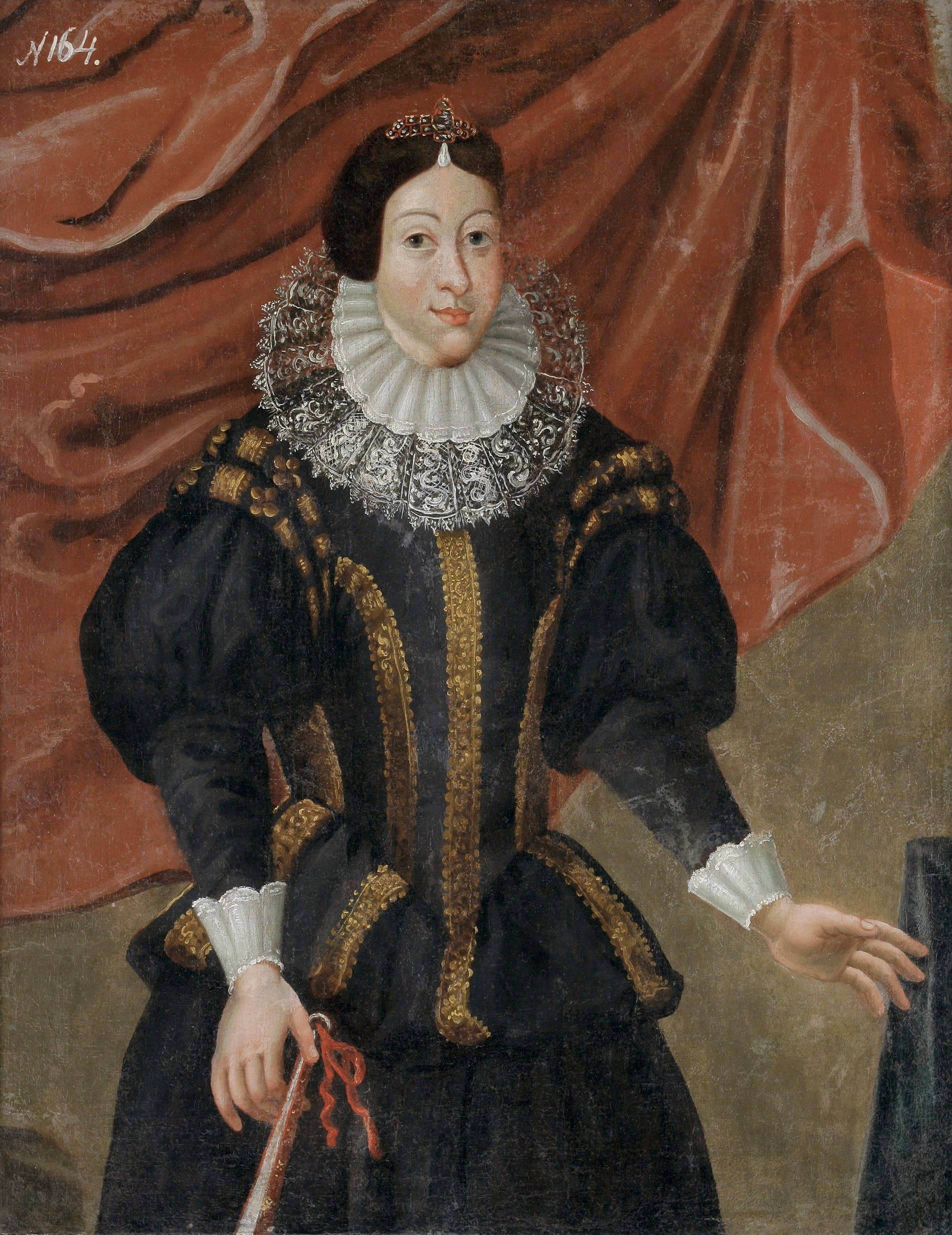
Олександра Вишневецька
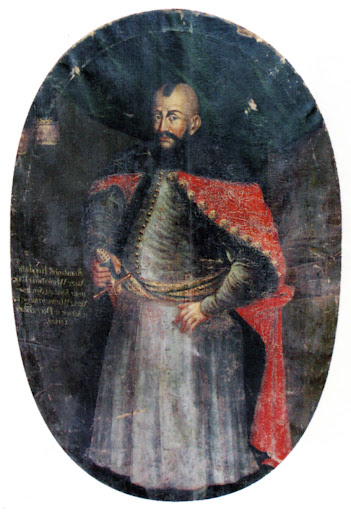
Костянтин Корибут-Вишневецький
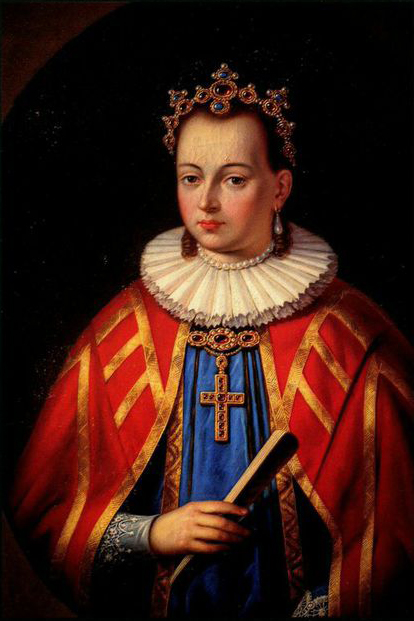
Єлизавета Вишнивецька-Радзивілл
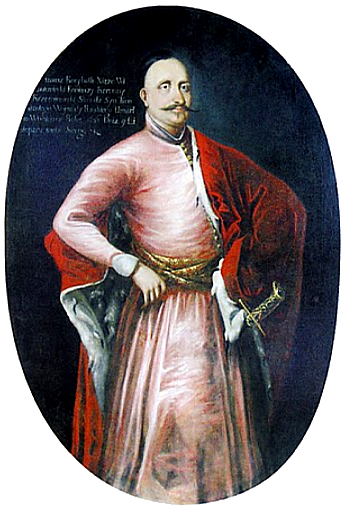
Януш Вишневецький
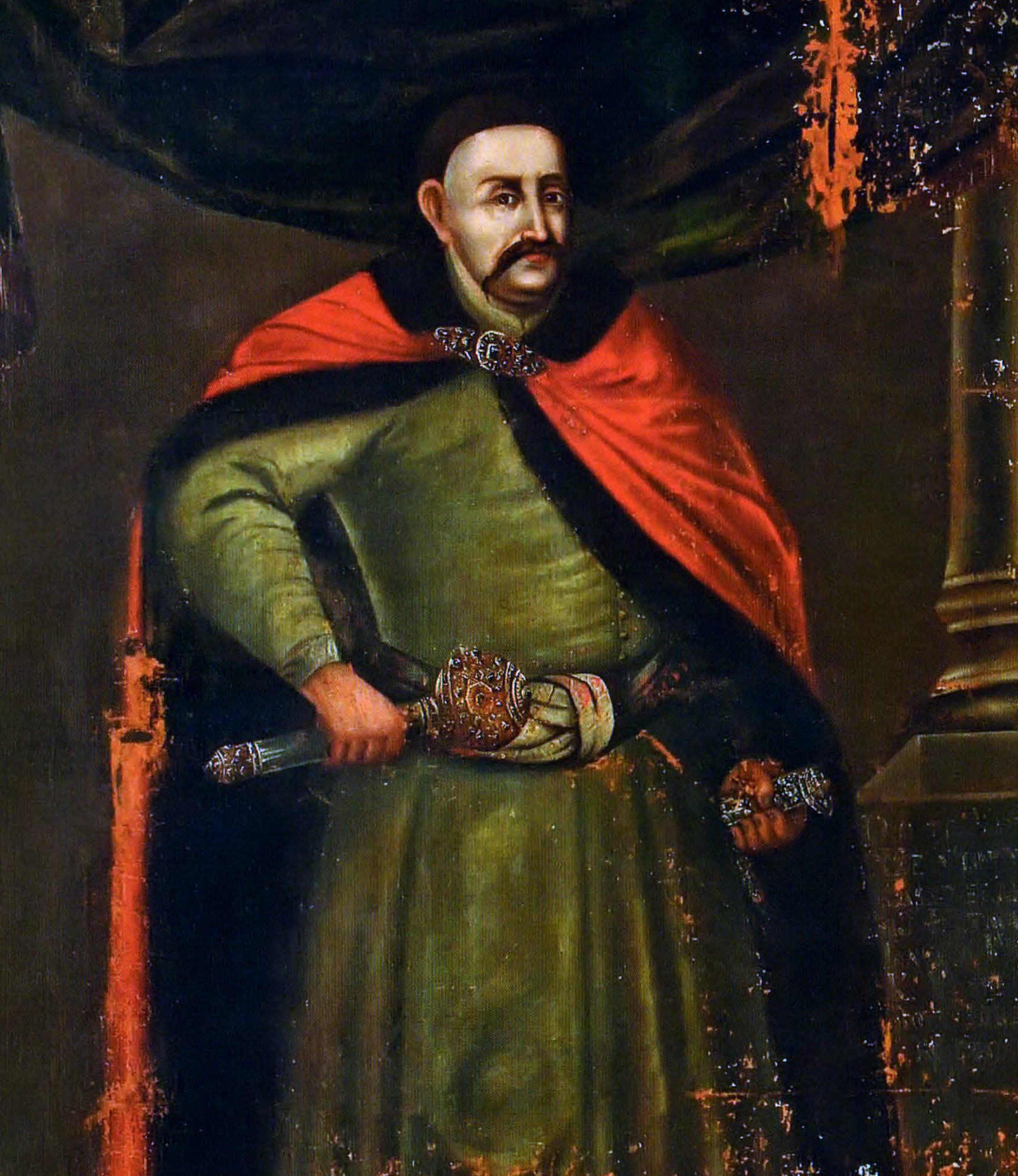
Дмитро Юрій Вишневецький
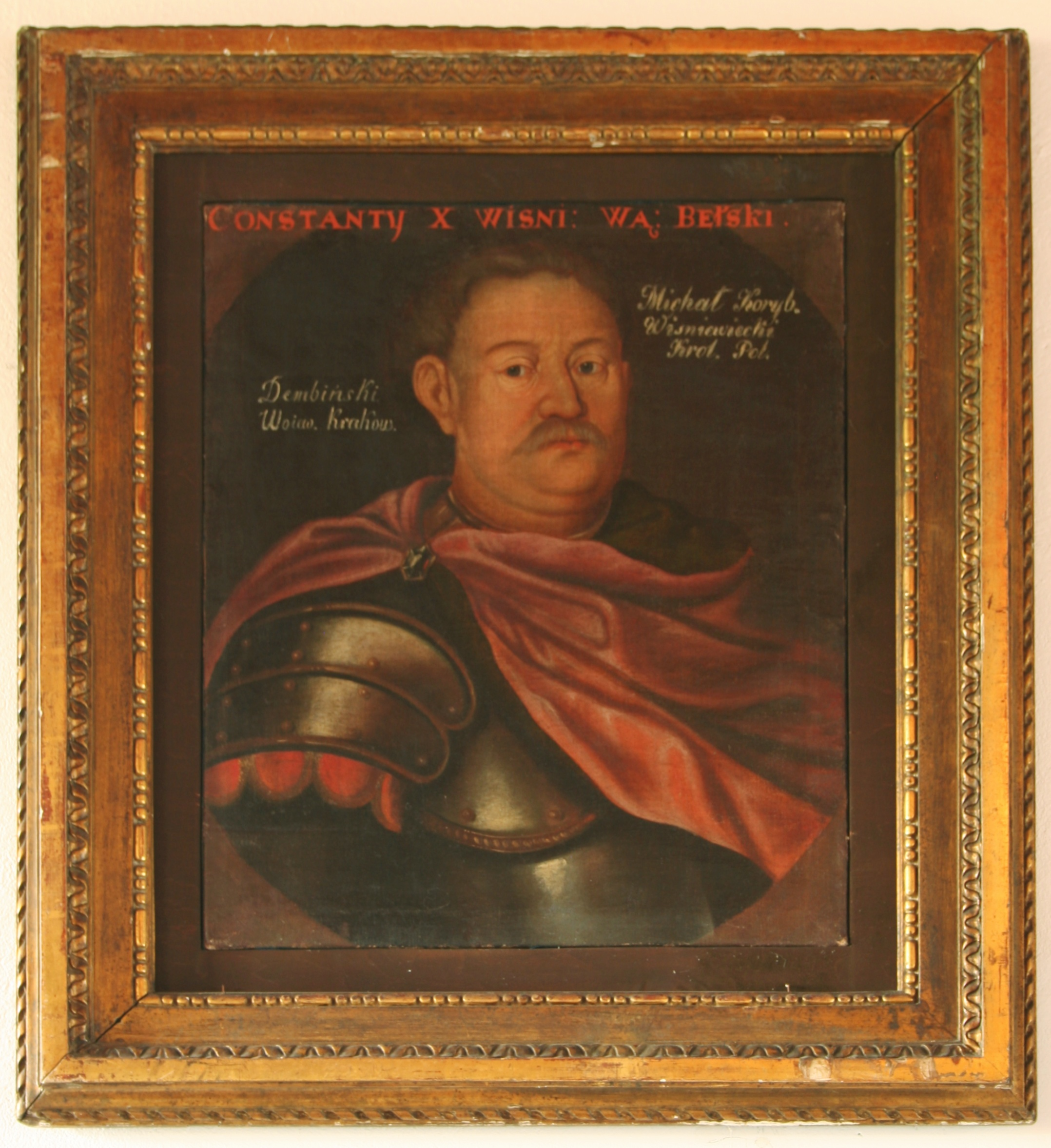
Костянтин Криштоф Вишневецький
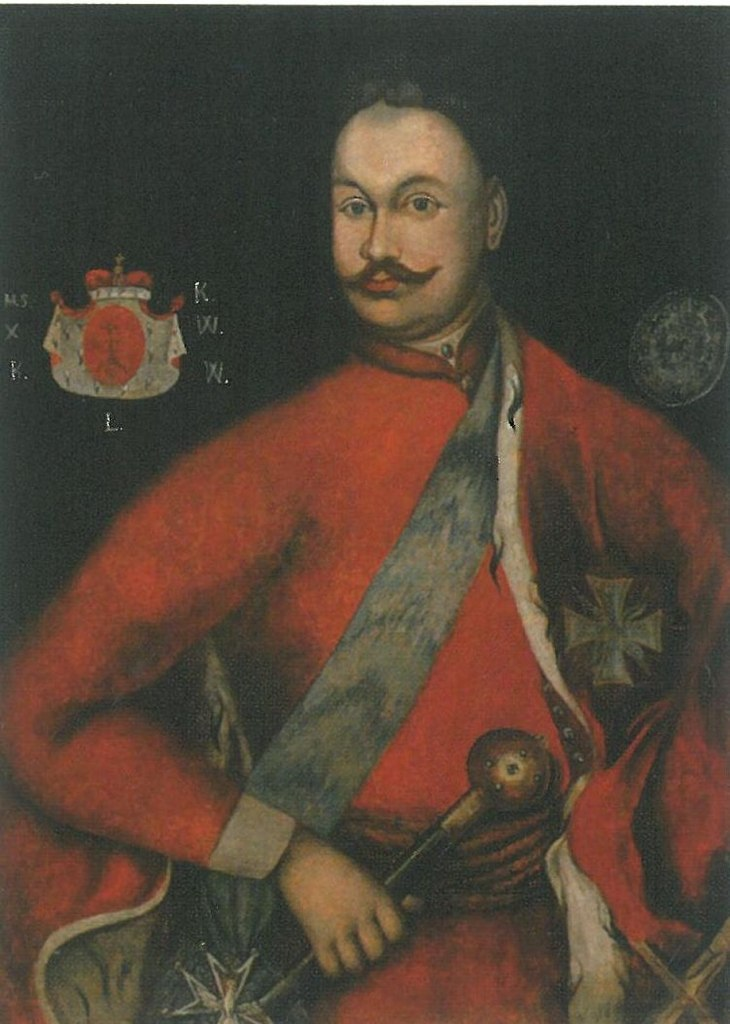
Михайло Сервацій Вишневецький
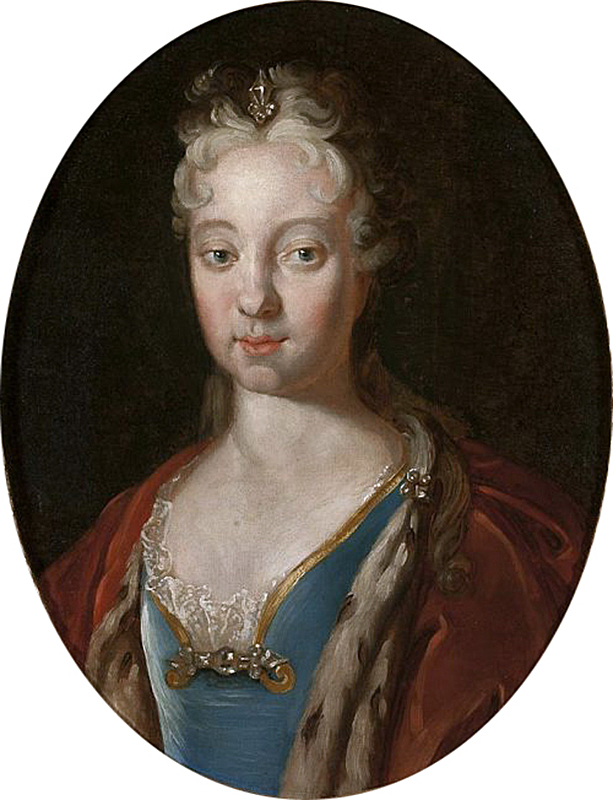
Ганна Огінська (дошл. Вишневецька)
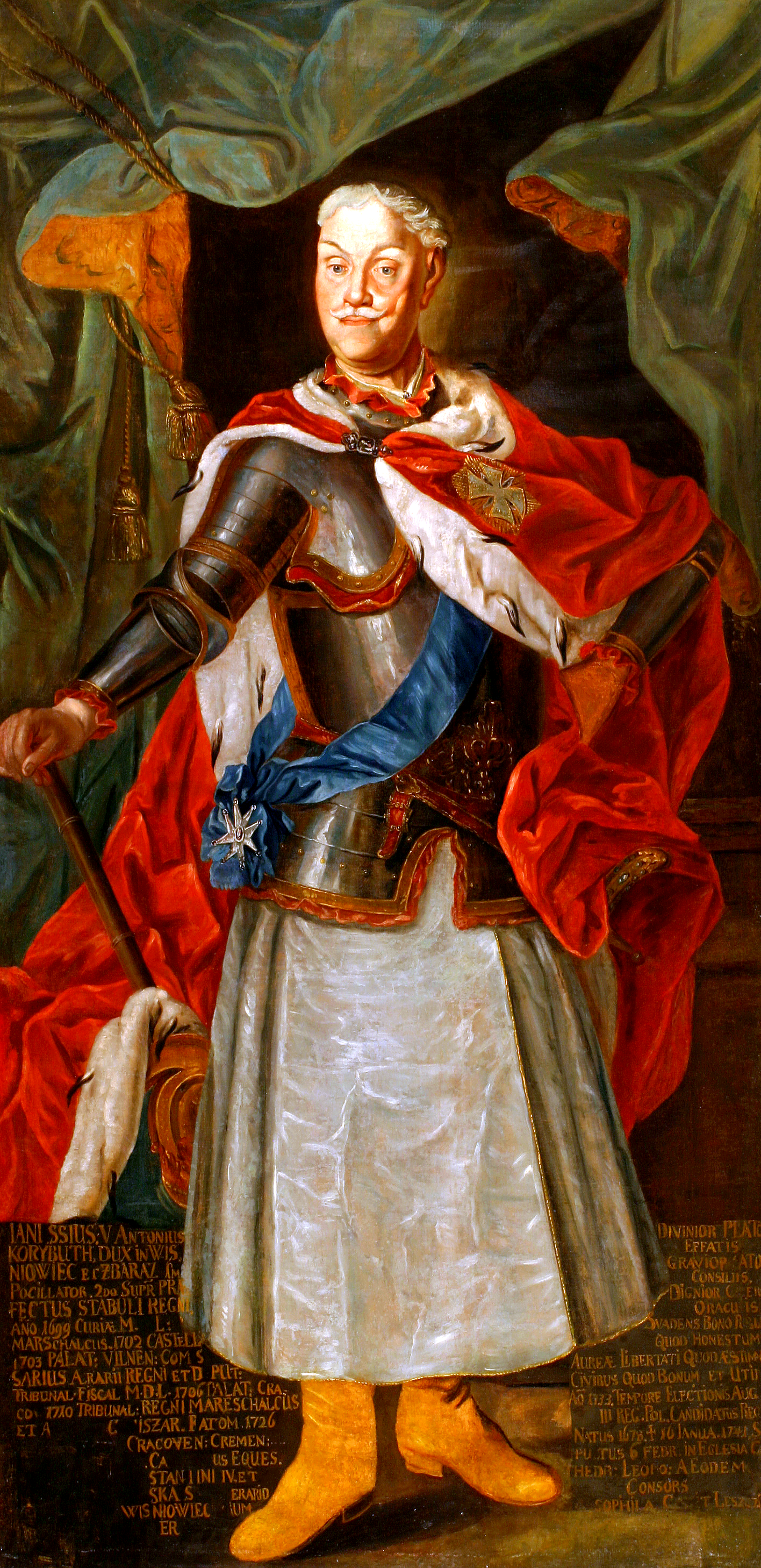
Януш Вишневецький
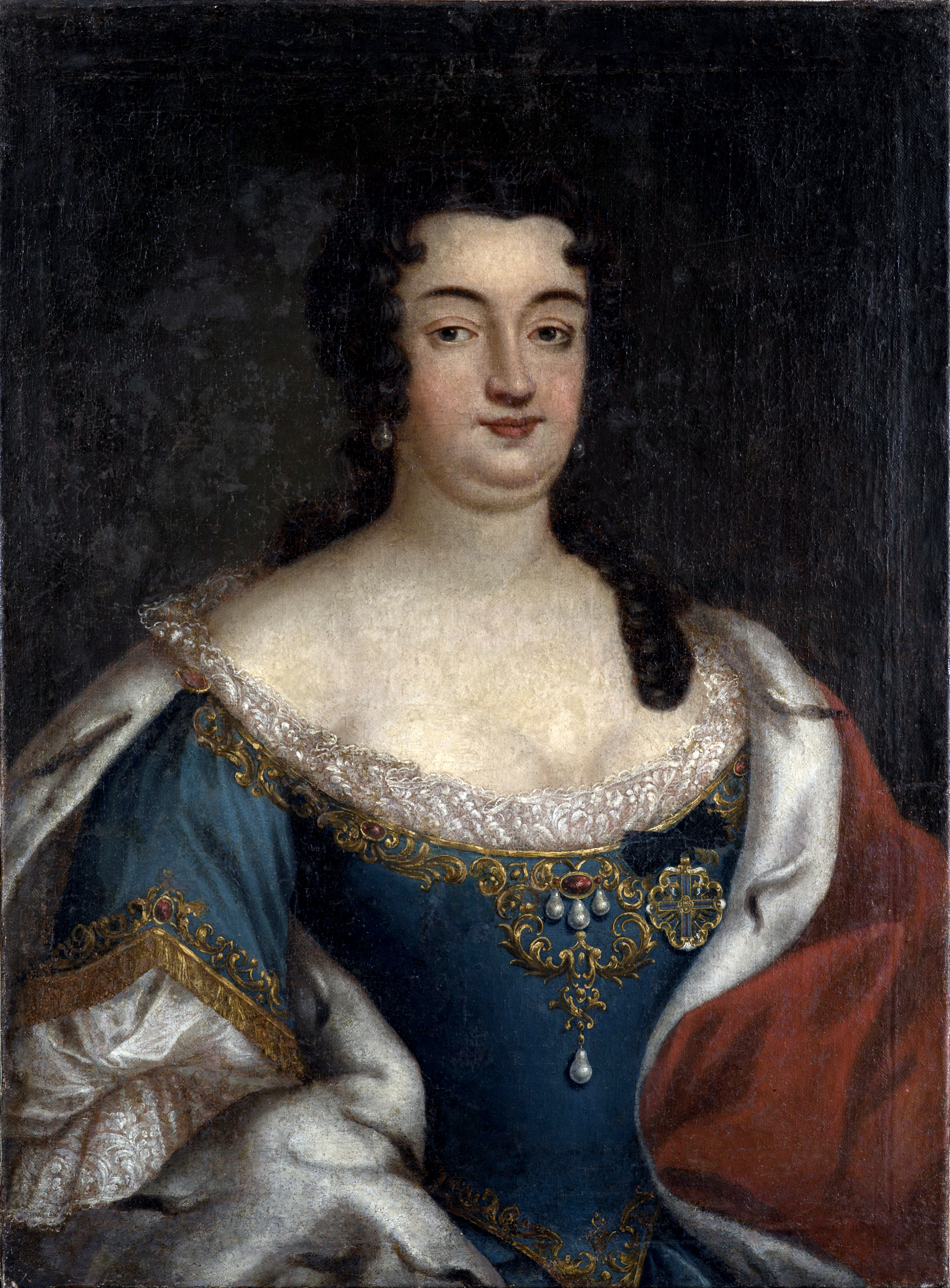
Урсула Радзивіл (дошл. Вишневецька)
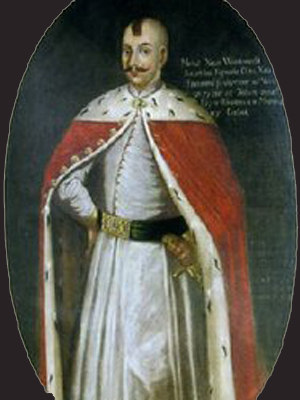
Михайло Вишневецький
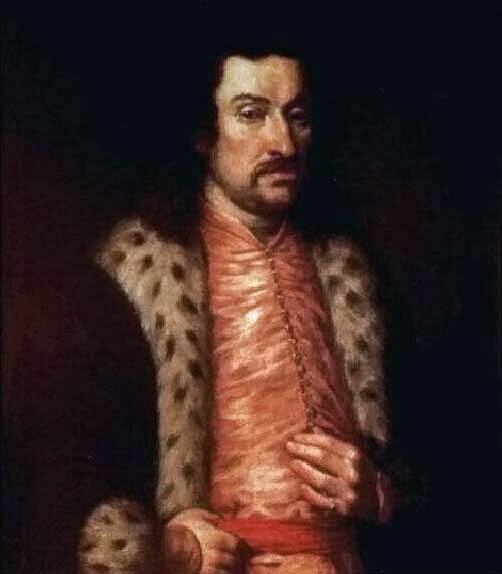
Ярема Вишневецький
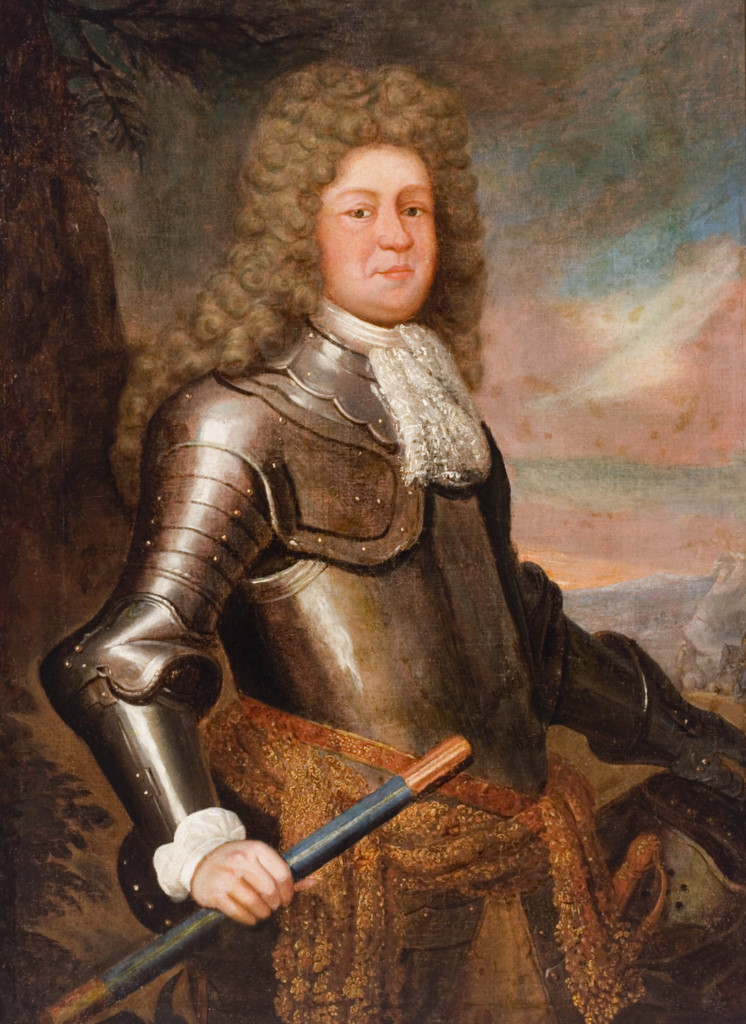
Король Михайло Корибут-Вишневецький

### Маєтки

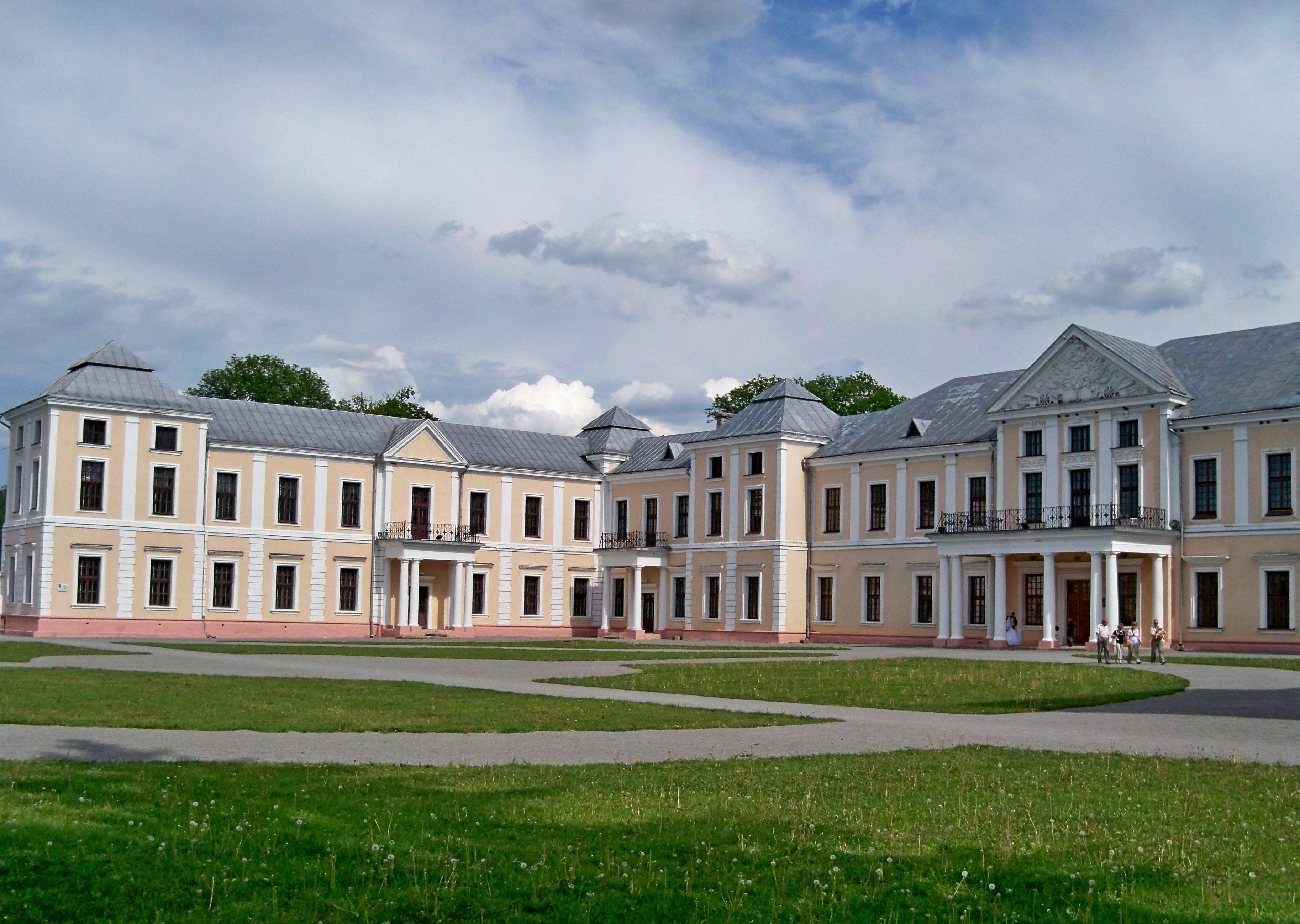
Вишнівецький палац
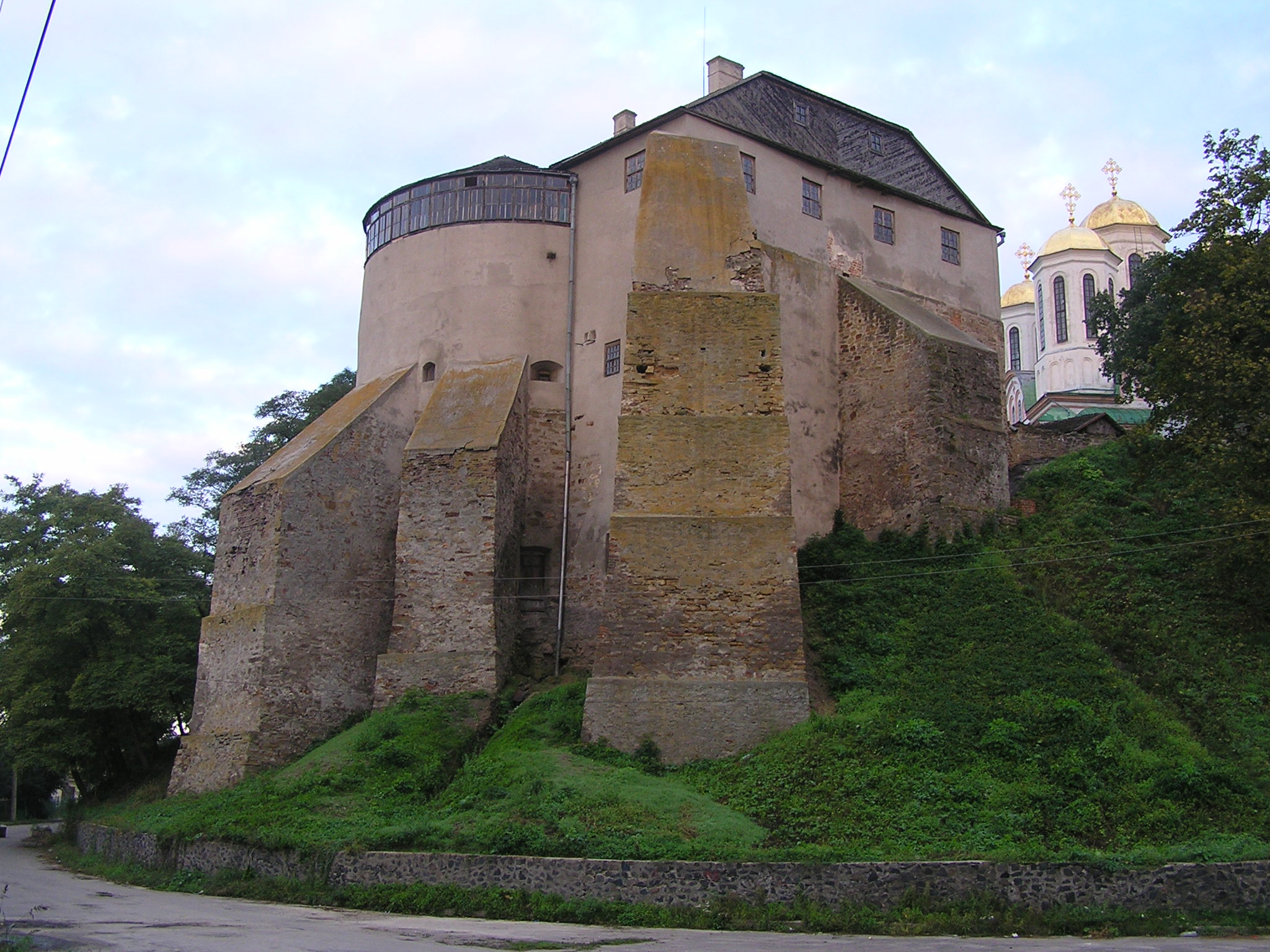
Острозький замок
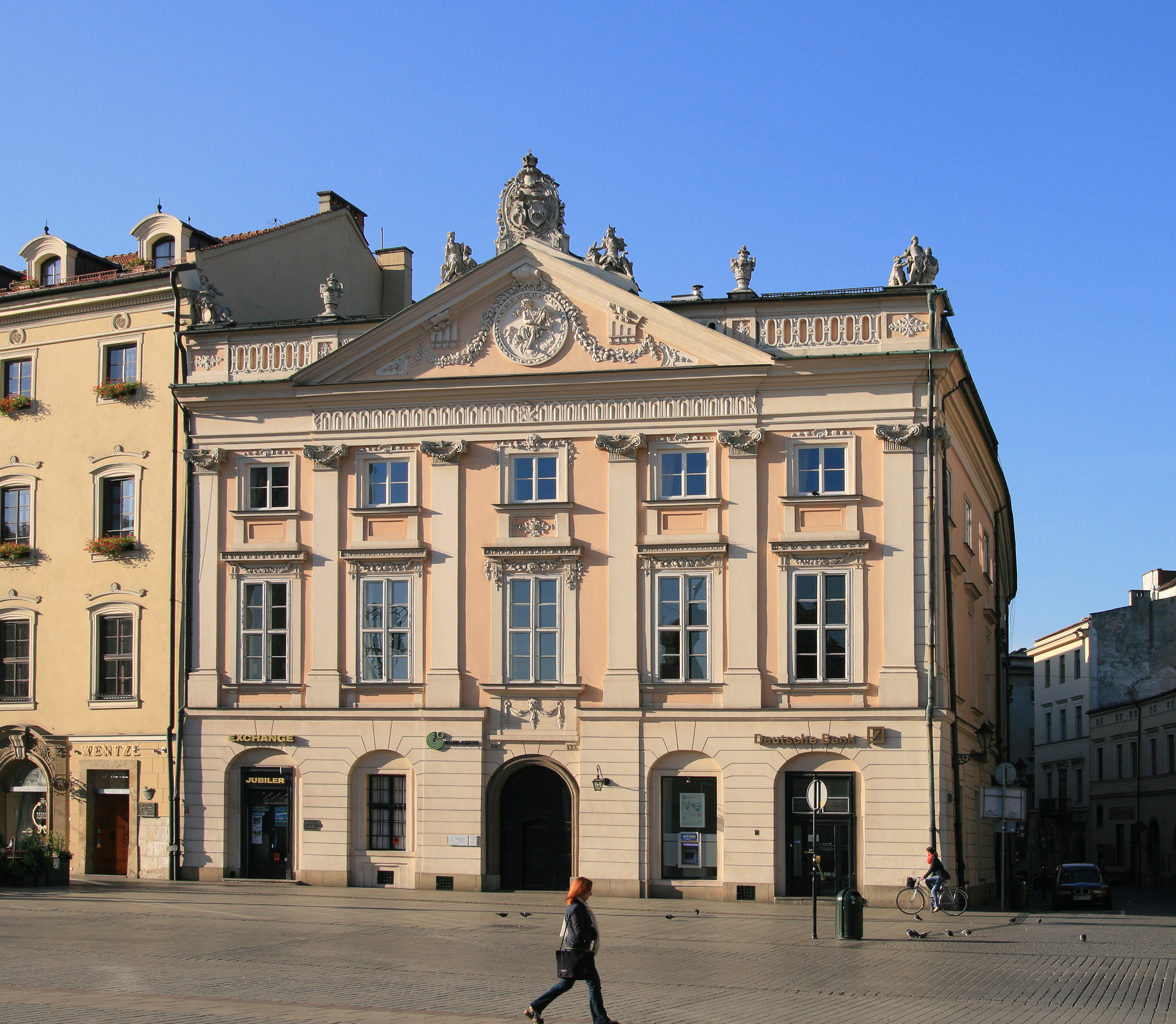
Палац у Кракові
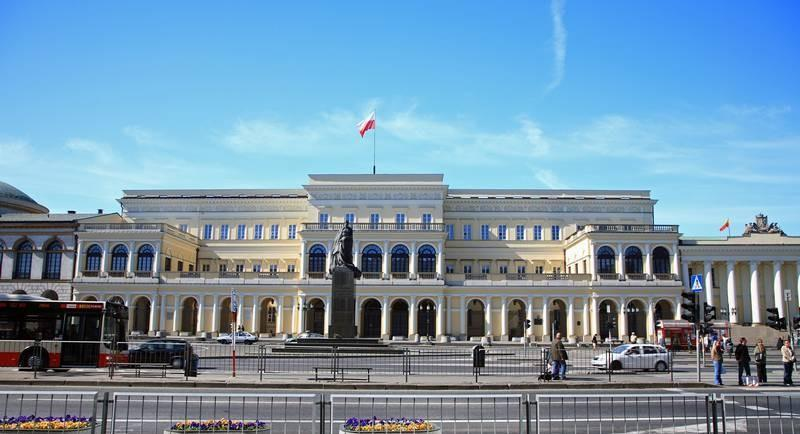
Палац міністра скарбниці у Варшаві, перебудований зі старого палацу Вишневецьких
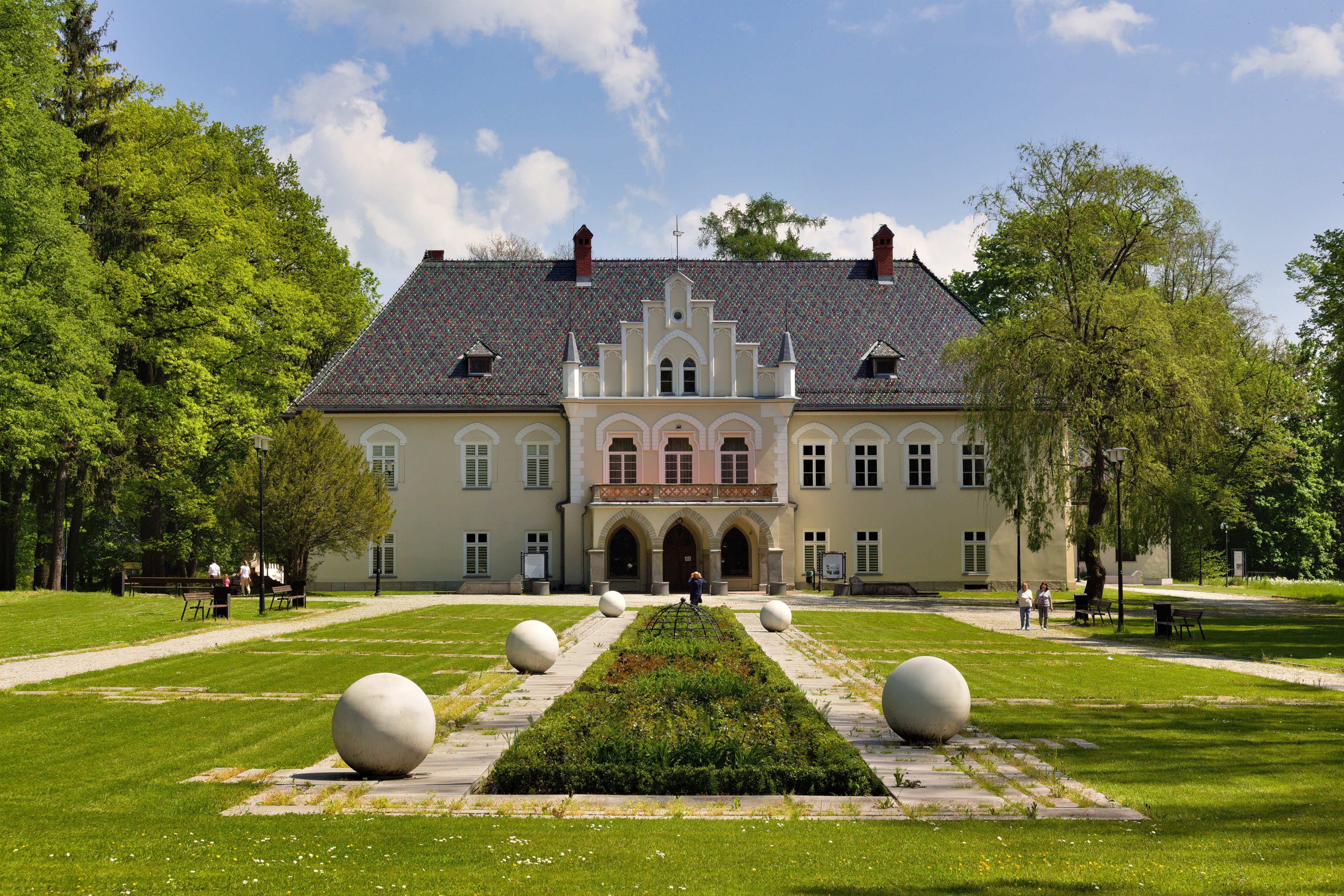
Маєток у Лодиґовіце
Замок у Білому Камені

### Фундації

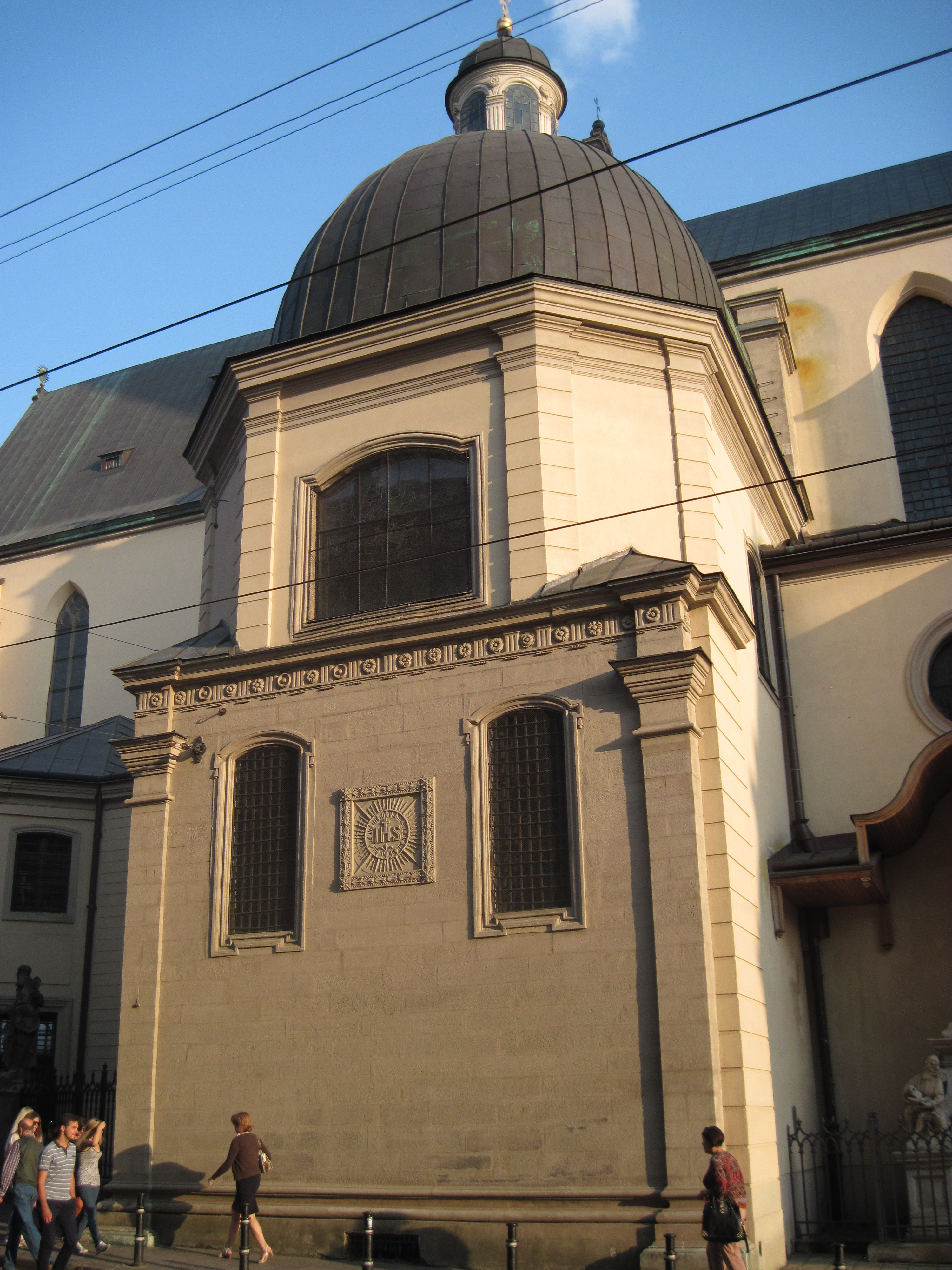
Каплиця Святих Дарів (Вишневецьких), Латинська катедра, Львів

## Вшанування
2009 року в Лубнах з'явилася вулиця імені Князів Вишневецьких (колишня вулиця Червоних Казарм).